# Memorial Pere Rodeja
El Memorial Pere Rodeja és un premi que té l'objectiu d'estimular els llibreters en el seu paper d'agents culturals i de fer valdre l'ofici de llibreter alhora que vol distingir la tasca d'escriptors, periodistes i mitjans de comunicació que donen suport al sector de les llibreries. Fou instituït pel Gremi de Llibreters de Catalunya el 2012, a instàncies del Gremi de Llibreters de la demarcació de Girona. El llibreter Pere Rodeja i Ponsatí, que dona nom al premi, va regentar durant anys la Llibreria Geli de Girona.

## Guanyadors
Els guanyadors del Memorial Pere Rodeja són:
2012
- La llibreria L'Altell, de Banyoles
- L'escriptor Josep Maria Fonalleras

2013
- La llibreria la 2 de Viladrich, de Tortosa
- El periodista Jordi Nopca

2014
- La llibretera de L'Espolsada Fe Fernández
- L'escriptor i editor de Núvol Bernat Puigtobella

2015
- Joan Fàbregues, de la Llar del Llibre de Sabadell
- La periodista Rosa Maria Piñol

2016
- La llibretera Núria Dòria
- L'agent Albert Pujol, agent cultural i director de Litterarum - Fira d'espectacles literaris Móra d'Ebre i de la Fira del Llibre Ebrenc

2017
- Rosana Lluch de la llibreria Llorens Llibres de Vilanova i la Geltrú
- El periodista Xavier Gafarot, cap de premsa del Grup 62.

2018
- Llibretera Montse Porta de la llibreria Jaimes, de Barcelona
- La periodista, traductora i filòsofa Valèria Gaillard.

2019
- El llibreter Sergio Bassa de La llibreria Bassa de Móra d'Ebre
- El periodista i traductor Màrius Serra

2020
- La llibreria Laie Pau Claris i el seu director literari, el llibreter Lluís Morral
- L'escriptor Rafel Nadal

2021
- La llibretera Gemma Garcia Luna, de la Llibreria Vitel·la
- El periodista Toni Puntí

2022
- La Llibreria Etcètera de Barcelona
- El periodista i historiador de l'art Marc Giró

2023
- Sílvia Muntané i el Gerard Remendo de Llibreria Saltamartí de #Badalona
- La periodista Anna Guitart.